# Chorużańce
Chorużańce (biał. Харужанцы; ros. Хоружанцы) – wieś na Białorusi, w obwodzie grodzieńskim, w rejonie wołkowyskim, w sielsowiecie Izabelin.
Dawniej wieś i okolica szlachecka. W dwudziestoleciu międzywojennym leżały w Polsce, w województwie białostockim, w powiecie wołkowyskim, w gminie Izabelin.